# Принятие григорианского календаря

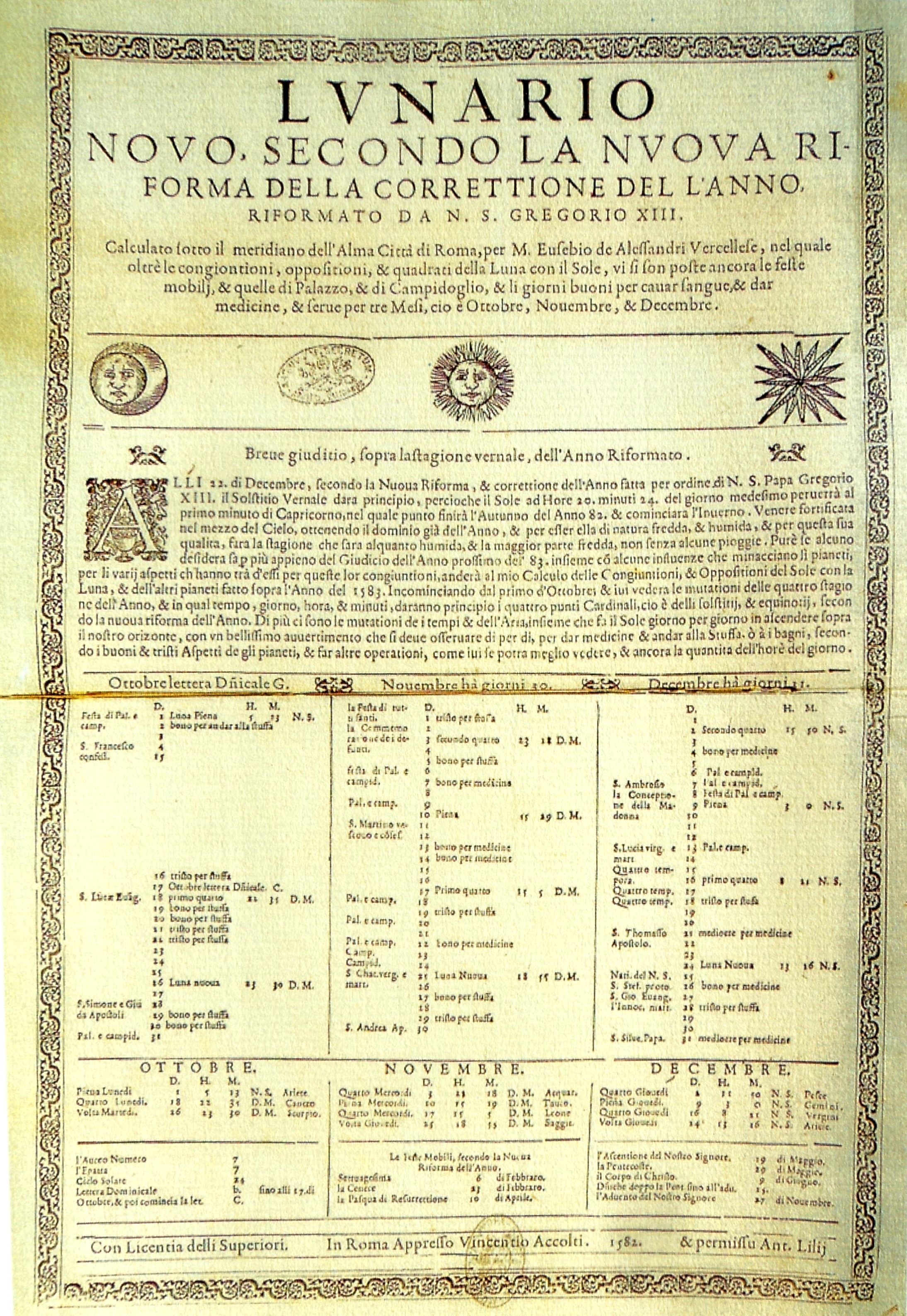
Lunario Novo, Secondo la Nuova Riforma della Correttione del l’Anno Riformato da NS Gregorio XIII, напечатанный в Риме Винченцо Аккольти в 1582 году, одно из первых печатных изданий нового календаря

Принятие григорианского календаря было важным событием в ранней современной истории большинства культур и обществ, ознаменовавшим переход от традиционной («по старому стилю») календарной системы к современной (или к «новому стилю») системе – григорианскому календарю – который в настоящее время повсеместно используется во всём мире. Некоторые государства приняли новый календарь с 1582 года, иные не делали этого до начала XX века, а третьи сделали это в промежутке между двумя этими датами. Некоторые конституции продолжают использовать иной гражданский календарь. Для многих календарь нового стиля используется только в гражданских целях, а календарь старого стиля всё-ещё используется в исключительно религиозном контексте. Сегодня григорианский календарь — наиболее широко используемый гражданский календарь в мире. В ходе смены систем стало традиционным использование терминов «старый стиль» и «новый стиль» при указании дат, чтобы указать, какой именно календарь использовался для расчёта.

## Причины смены календаря

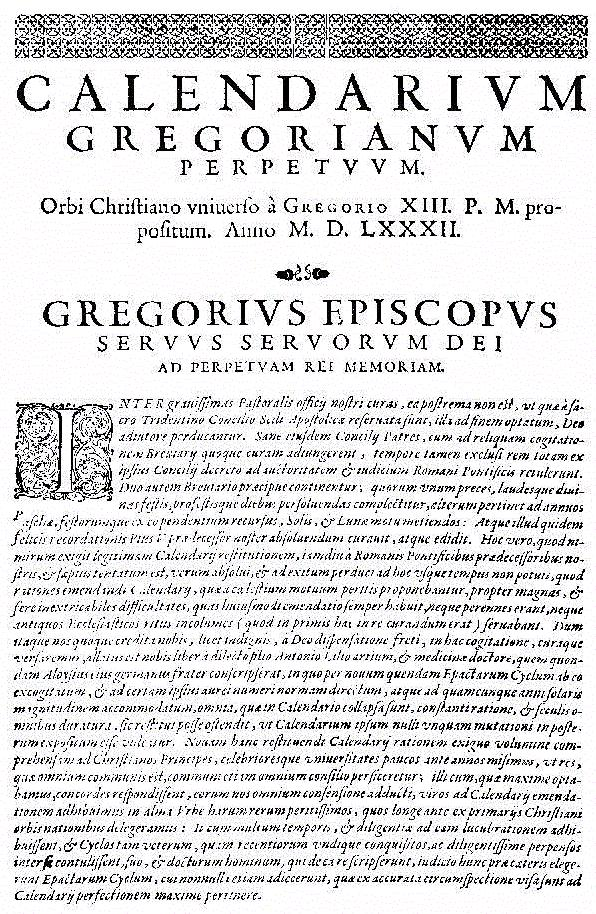
Первая страница папской буллы «Inter Gravissimas», в которой Папа Григорий XIII представил свой календарь

Григорианский календарь был опубликован в 1582 году в папской булле «Inter gravissimas» («Среди важнейших») папой Григорием XIII для исправления ошибки в юлианском календаре, вызвавшей ошибочное вычисление даты Пасхи. Юлианский календарь основывался на том, что год длится 365,25 дня, на самом деле длительность года составляет 365,2422 дня, и поэтому на протяжении веков календарь всё больше отклонялся от параметров земной орбиты. Средняя продолжительность года по григорианскому календарю составляет 365,2425 дня.
По сравнению с 325 годом, когда состоялся Первый Никейский собор, привязавший дату Пасхи к дате весеннего равноденствия 21 марта, весеннее равноденствие наступало на 10 дней раньше (из-за указанной неточности юлианского календаря), в то время как пасхалия предполагает, что этот день приходится на 21 марта. Это смещение было замечено ещё в начале второго тысячелетия, и возникла необходимость коррекции календаря, поскольку неверный расчёт дня пасхи приводил к несоблюдению Великого поста, что считалось серьёзным грехом. Тридентский собор (1545—1563) поручил папе провести необходимые изменения.
До Григория XIII проект пытались осуществить папы Павел III и Пий IV, но успеха они не достигли. Подготовку реформы по указанию Григория XIII осуществлял римский астроном Алоизий Лилиус, а после его смерти (1576) — Христофор Клавиус. Предложенные ими модификации календаря были зафиксированы в папской булле, подписанной понтификом на вилле Мондрагоне и названной по первой строке Inter gravissimas
Хотя реформа Григория и была проведена в наиболее торжественном доступном церкви виде, булла не имела авторитета за пределами католической церкви и Папской области. Предложенные изменения были изменениями в гражданском календаре, над чем у Папы не было официальных полномочий. Изменения требовали принятия гражданской властью в каждой стране для того чтобы иметь юридическую силу. Булла вошла в область канонического права католической церкви в 1582 г., однако не была признана протестантскими, а также восточными православными церквями и некоторыми другими. Следовательно, дни, в которые Пасха (и связанные с ней события в литургическом календаре) праздновалась разными христианскими церквями, значительно расходились.
Календарная реформа 1582 года поначалу вызвала массовые протесты и ожесточённую полемику даже среди учёных-католиков. Почти все университеты Западной Европы решительно высказались против реформы и заявили, что григорианский календарь представляет собой ничем не оправданное «искажение юлианского календаря». Причём особенно категоричны были старинные Парижский и Венский университеты. Многие ведущие учёные того времени также резко критиковали проект. Папе Григорию XIII пришлось пригрозить отлучением от церкви тем, кто будет противиться реформе.

## Принятие календаря в католических странах
Католические государства типа Франции, итальянских княжеств, Речи Посполитой, Испании (вместе с её европейскими и заокеанскими владениями), Португалии и католических государств Священной Римской империи первыми перешли на григорианский календарь. За четвергом, 4 октября 1582 г., последовала пятница, 15 октября 1582 г., с пропуском 10 дней. Страны, которые не меняли календарь до XVIII в., к тому времени соблюдали дополнительный високосный год (1700), что потребовало отката на одиннадцать дней. Некоторые страны не меняли календарь до XIX или XX в., что потребовало исключения из календаря ещё 1 или 2 дней.
Филипп II Испанский издал указ о переходе с юлианского на григорианский календарь, затронувший большую часть католической Европы, поскольку Филипп в то время был правителем Испании и Португалии, а также большей части Италии. На этих территориях и в Речи Посполитой (под властью Анны Ягеллонки) и в Папской области новый календарь был введён в конкретную дату, указанную в булле, в юлианский четверг, 4 октября 1582 г., за которым последовала григорианская Пятница, 15 октября 1582 г.; испанские и португальские колонии де-факто последовали этому переходу чуть позднее из-за задержки в коммуникации с континентом.
Вскоре за ними последовали и другие католические страны. Франция приняла новый календарь: за воскресеньем, 9 декабря 1582 г., следовал понедельник, 20 декабря 1582 г. Голландские провинции Брабант и Зеландия, а также Генеральные штаты приняли его 25 декабря того же года; провинции, образующие Южные Нидерланды (современная Бельгия), за исключением герцогства Брабант, приняли его 1 января 1583 г.; провинция Голландия приняла его 12 января 1583 г. Семь католических швейцарских кантонов приняли новый календарь в январе 1684 г., а Женева и ряд протестантских кантонов приняли его в январе 1701 г. или в другие годы протяжении XVIII в. Две швейцарские коммуны Ширс и Грюш были последними областями в Западной и Центральной Европе, перешедшими на григорианский календарь в 1812 г.

## Принятие календаря в протестантских странах
Многие протестантские страны изначально выступали против принятия католического нововведения; некоторые протестанты опасались, что новый календарь — часть заговора с целью вернуть их в лоно католиков. В Англии королева Елизавета I и её тайный совет благосклонно отнеслись к рекомендации сочувствовавшей григорианской реформе королевской комиссии исключить 10 дней из календаря, однако яростное сопротивление англиканских епископов, утверждавших, что Папа, несомненно, был четвёртым зверем из Книги Даниила, убедили королеву молча закрыть этот вопрос. В Чехии протестанты сопротивлялись календарю, навязанному монархией Габсбургов. В частях Ирландии повстанцы-католики (до своего поражения в Девятилетней войне) соблюдали «новую» Пасху вопреки лояльным англичанам властям; позднее католики-рекузанты, обратились в Propaganda Fide (Конгрегацию евангелизации народов) с ходатайством о диспенсации, то есть освобождении от следования новому календарю, поскольку это свидетельствовало об их нелояльности.

### Пруссия
Лютеранское герцогство Пруссия, до 1657 года остававшееся вотчиной католической Польши, было первым протестантским государством, принявшим григорианский календарь. Под влиянием своего сюзерена, короля Польши, в 1611 году Пруссия согласилась сделать это. Поэтому за 22 августа последовало сразу 2 сентября 1612 г. Однако это изменение календаря не распространялось на другие территории Гогенцоллернов навроде берлинского Бранденбурга, лена Священной Римской империи.

### Дания и Норвегия
В 1700 г. под влиянием Оле Рёмера Дания-Норвегия приняла солнечную часть григорианского календаря одновременно с Бранденбург-Померанией и другими протестантскими наделами Священной Римской империи. За воскресеньем, 18 февраля 1700 г., последовал понедельник, 1 марта 1700 г. Ни одно государство не приняло лунную часть, вместо этого рассчитывая дату Пасхи астрономически, используя момент весеннего равноденствия и полнолуния в соответствии с рудольфинскими таблицами Кеплера 1627 г.; эту комбинацию протестанты называли «улучшенным календарем» (Verbesserte Kalender), и она считалась отличающейся от григорианского. Наконец, в 1774 г. они приняли григорианское исчисление Пасхи. Остальные провинции Голландской республики перешли на григорианский календарь 12 июля 1700 г. (Гельдерланд), 12 декабря 1700 г. (Оверэйссел и Утрехт), 12 января 1701 г. (Фрисландия и Гронинген) и 12 мая 1701 г. (Дренте).

### Швеция

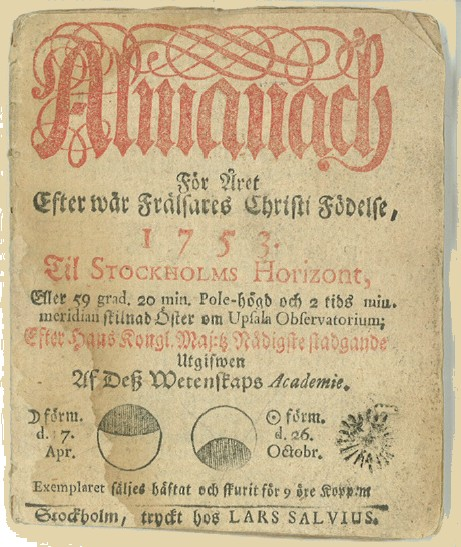
Шведский альманах 1753 г.

Переход Швеции на григорианский календарь был трудным и длительным. Швеция начала переходить от юлианского календаря к григорианскому календарю в 1700 г., но было решено постепенно вносить (тогда 11-дневную) корректировку, исключая високосные дни (29 февраля) из каждого из 11 последовательных високосных лет с 1700 по 1740 гг. Между тем шведский календарь будет расходиться как с юлианским, так и с григорианским календарями на 40 лет; кроме того, разница не была постоянной, а менялась каждые 4 года. Эта система могла привести к путанице при определении дат шведских событий за этот 40-летний период. Путаницу усугубляло и то, что система плохо управлялась, и високосные дни, которые должны были исключаться в 1704 и 1708 гг., не были исключены. Шведский календарь (согласно плану перехода) должен был отставать от григорианского на 8 дней, однако он отставал на 10. Король Карл XII признал, что постепенный переход к новой системе не работает, и отказался от неё.
Вместо перехода непосредственно к григорианскому календарю было решено вернуться к юлианскому. Это было достигнуто за счёт введения даты 30 февраля 1712 г., корректировавшей расхождения в календарях с 10 обратно к 11 дням. Швеция окончательно приняла солнечную часть григорианского календаря в 1753 г., когда за средой, 17 февраля, последовал четверг, 1 марта. Часть Швеции, впоследствии ставшая Финляндией, в то время была неотъемлемой частью Шведского королевства, поэтому и они сделали то же самое. Завоевание Финляндии Российской империей в 1809 г. не изменило этого, поскольку автономия была предоставлена, однако правительственные документы в Финляндии были датированы как в юлианском, так и в григорианском стилях. Эта практика прекратилась после обретения независимости в 1917 г.

### Великобритания и её колонии

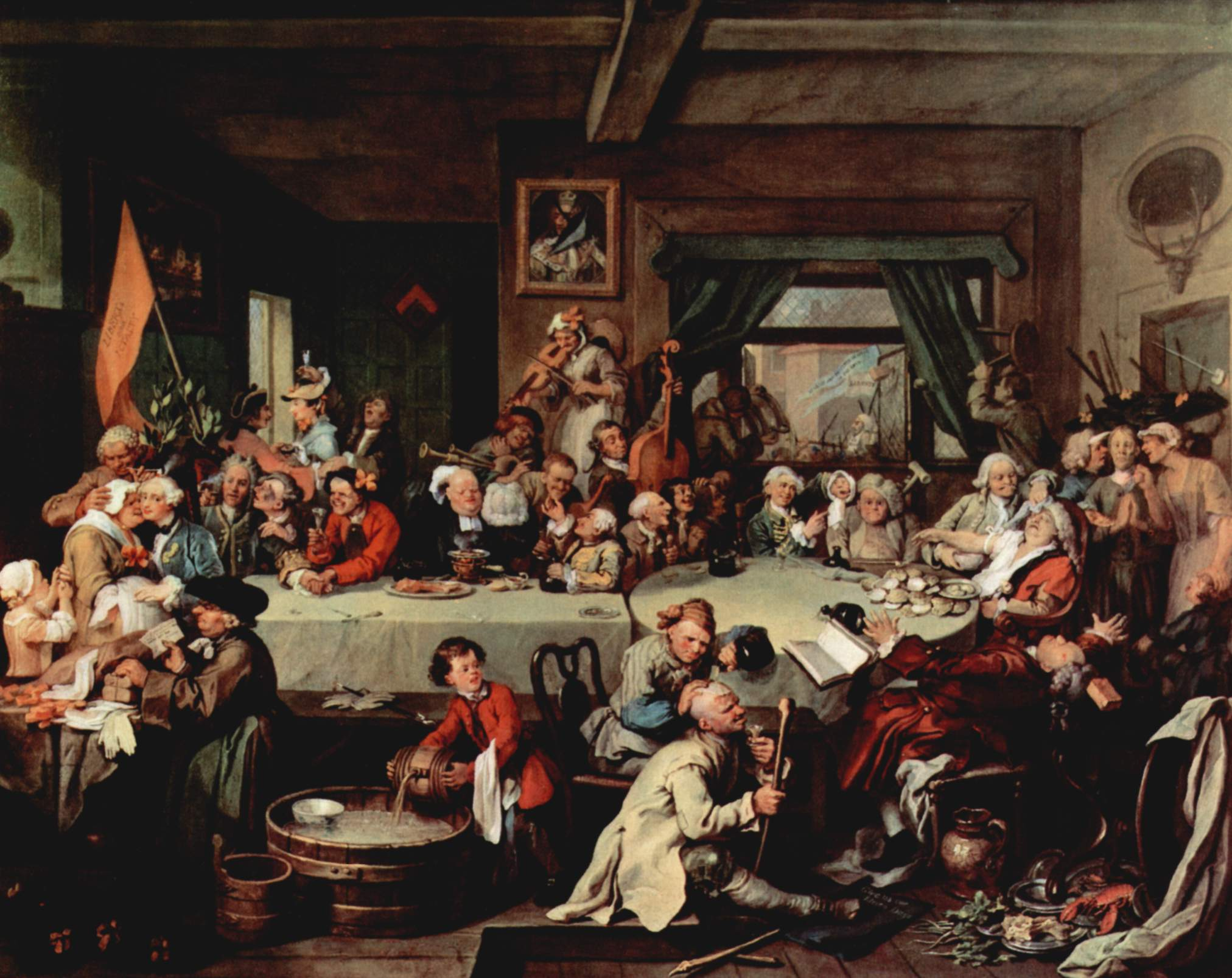
Картина Уильяма Хогарта : Смех избраний (ок. 1755 г.), основной источник протестов под названием «Give us our Eleven Days» («Верните нам наши одиннадцать дней»).

Благодаря принятию Закона о календаре нового стиля от 1750 г. Великобритания и её владения (включая части территории, сейчас составляющей Соединёнными Штатами) приняли григорианский календарь в 1752 г., к этому времени его необходимо было исправить на 11 дней. За средой, 2 сентября 1752 г., последовал четверг, 14 сентября 1752 г. В Великобритании термин «новый стиль» использовался для календаря, и в Законе не упоминается Папа Григорий: Приложение к Закону установило расчёт даты Пасхи, добившийся того же результата, что и поправки Григория, но без отсылки к нему.
Этим же самым законом Империя (за исключением Шотландии, уже перешедшей на это летоисчисление с 1600 г.) перенесла начало гражданского года с 5 апреля на 1 января. Следовательно, обычай двойного датирования (указания даты и в старом, так и в новом стиле) может указывать на изменение юлианского / григорианского календаря, или на изменение начала года, или на то и другое.

### Принятие календаря в Америках
Европейские колонии в Америках приняли это изменение одновременно с метрополиями. Новая Франция и Новая Испания приняли новый календарь в 1582 г. Григорианский календарь стал применяться в британских колониях в Канаде и в будущих Соединённых Штатах к востоку от Аппалачей в 1752 г.
Аляска оставалась в юлианском летоисчислении вместе с остальной Россией до 1867 г., когда и была продана США. В полдень субботы, 7 октября 1867 г. (по юлианскому календарю) дата была изменена на пятницу, 18 октября 1867 г. (по григорианскому календарю). Хотя юлианский календарь и отставал от григорианского на 12 дней, было пропущено всего 11 дней, потому что Аляска также переместилась с европейской стороны международной линии перемены дат на американскую сторону.

## Принятие календаря в Восточной Европе
Многие страны Восточной Европы были либо православными, либо исламскими, и они приняли григорианский календарь гораздо позже, чем страны западного христианства. Католические страны, например, Речь Посполитая, приняли григорианский календарь «нового стиля» в 1582 г. (перейдя обратно в 1795 г., после Третьего раздела Польши), однако переход на григорианский календарь произошёл в восточно-православных странах в конце XX в. – и некоторые религиозные группы в ряде этих стран до сих пор используют юлианский календарь «старого стиля» в церкви.
Болгарское Царство перешло с юлианского на григорианский календарь в 1916 г. во время Первой мировой войны. За 31 марта тогда сразу последовало 14 апреля 1916 г.
Румийский календарь Османской империи, использовавшийся в финансовых целях, был изменён с юлианского на григорианский, начиная с 16 февраля / 1 марта 1917 г. Начало года было переведено на 1 января, начиная с 1918 г. Однако нумерация лет оставалась исключительно турецкой до тех пор, пока 1 января 1926 г. для общих целей не был введён григорианский календарь.

### Россия

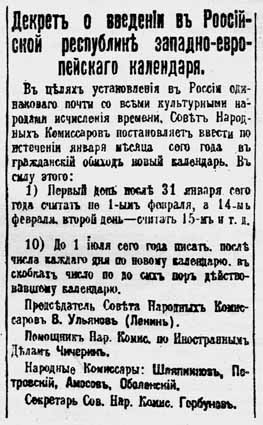
Часть русского текста указа о принятии в России григорианского календаря, опубликованного в «Правде» 25 января 1918 г. (по юлианскому календарю) или 7 февраля 1918 г. (по григорианскому календарю). В нём гражданам предписывается считать день после 31 января 14 февраля.

В России григорианский календарь был принят после Октябрьской революции. 24 января 1918 г. Совет Народных Комиссаров издал декрет о том, что за средой, 31 января 1918 г., должен следовать четверг, 14 февраля 1918 г., таким образом, от календаря отпали 13 дней. После этого изменения дата Октябрьской революции переместилась на 7 ноября. Статьи об Октябрьской революции, упоминающие эту разницу в датах, как правило, полностью переводят даты с юлианского на григорианский календарь. Например, в статье «Октябрьская (ноябрьская) революция» Британская энциклопедия использует формат «25 октября (7 ноября по новому стилю)» для описания даты начала революции.

### Украина
На территории современной Украины григорианский календарь официально был введен сразу же после его принятия Папой Римским Григорием XIII, поскольку в 1582 году большинство украинских земель входили в состав Речи Посполитой, которая была преимущественно католическим государством и сразу проявила готовность перейти на Григорианский календарь. Тогда же на новый календарь перешла Римо-католическая церковь в Украине. Однако напряженная ситуация между Католической и Православной церковью в Речи Посполитой привела к тому, что последняя отказалась принять григорианский календарь. Следовательно, украинские православные, а с 1596 года и новообразованные греко-католики придерживались в религиозных обрядах старого юлианского календаря вплоть до 2023 года.
В Украинской Народной Республике Закон Малого совета «О заведении на Украине исчисления времени по новому стилю и переводу часов на среднеевропейское время» был принят 12 февраля 1918 года в Коростене. Григорианский календарь официально начал действовать с 16 февраля 1918, этот день стали считать 1 марта 1918 года.

#### Принятие календаря православной и другими христианскими церквями в Украине
В 2018 году на новоюлианский календарь перешла Украинская лютеранская церковь. После российского вторжения в 2022 году большинство христианских конфессий Украины, которые в то время ещё продолжали пользоваться старым юлианским календарем, объявили о переходе на григорианский или новоюлианский календарь. В 2022 году на григорианский календарь перешли Всеукраинский союз церквей евангельских христиан-баптистов и Церковь Христиан Веры Евангельской Украины (пятидесятники). С 1 сентября 2023 года на григорианский календарь перешла также Украинская грекокатолическая церковь, а на новоюлианский — Православня церковь Украины. При этом УПЦ (МП) сообщила, что продолжит отмечать Рождество Христово по юлианскому календарю в январе.

### Другие
Другие страны Восточной Европы, прежде всего православные страны, приняли григорианский календарь в 1910-х или начале 1920-х гг. К XX в. дата юлианского календаря отставала от даты григорианского календаря на 13 дней. Румыния приняла григорианское летоисчисление в 1919 г., а за 31 марта 1919 г. там последовало 14 апреля 1919 г. Последней страной Восточно-православной Европы, принявшей григорианский календарь, была Греция, находившаяся в то время под военным управлением после восстания 11 сентября 1922 г., летоисчисление вступило в силу 1 марта 1923 г. Таким образом, по греческому календарю за средой, 15 февраля 1923 г., последовал четверг, 1 марта 1923 г. Турция приняла летоисчисление 1 января 1926 г. Советский декрет прямо ограничивал реформу светскими (то есть нерелигиозными) вопросами, равно как это предписывал и греческий указ. Ни одна из этих реформ не коснулась дат религиозных праздников.

### Непринятие календаря православными церквями
Хотя гражданские администрации стран восточной Европы и приняли григорианский календарь в 1910-х или нач. 1920-х годов, ни одна из национальных восточных православных церквей не признала григорианский календарь в церковном обряде и для религиозных целей. Напротив, в мае 1923 года на Вселенском соборе в Константинополе был предложен новоюлианский календарь. В нём использовалось иное правило високосного года, изменяя предложение 1785 года, максимизируя время прежде чем даты станут отличаться от григорианских. И до 2800 года разницы между двумя календарями не должно было быть.
Иерусалимская православная церковь, Русская православная церковь, Сербская православная церковь, Грузинская православная церковь, Польская православная церковь, Македонская православная церковь и греческие старостильники не приняли пересмотренный юлианский календарь, продолжая праздновать Рождество 25 декабря по юлианскому календарю, то есть 7 января по григорианскому календарю до 2100 года.
Все другие восточные церкви, древневосточные православные церкви (Коптская православная церковь Александрии, Эфиопская православная церковь, Эритрейская православная церковь и Сирийская православная церковь) продолжают использовать собственные календари, что и привело к зафиксированным датам, отмечаемым в соответствии с юлианским календарём. Интереснее всего это происходит в случае Сирийской православной церкви, один из её патриархов Игнатий Немет Аллах I был одним из 9 учёных, составивших григорианский календарь. Маланкарская православная церковь использует григорианский календарь вместе с автокефальными сирийскими православными коллегами в Индии, Маланкарской яковитской сирийской православной церковью.
Армянская апостольская церковь приняла григорианский календарь в 1923 году, за исключением Иерусалимского патриархата Армянской церкви, где до сих пор используется старый юлианский календарь.

## Страны, использовавшие лунно-солнечные календари

### Принятие календаря в Восточной Азии
Япония, Корея и Китай начали использовать григорианский календарь 1 января 1873 г., 1 января 1896 г. и 1 января 1912 г. соответственно. Ранее использовались лунно-солнечные календари. Даты по старому и новому стилю в этих странах обычно означают более старые лунно-солнечные даты и более новые даты по григорианскому календарю соответственно. В этих странах календари старого стиля были похожи, но не одинаковы. Арабские цифры могут использоваться для дат календаря в современных японском и корейском языках, но не для дат китайского старого стиля.

#### Япония
Япония решила официально заменить традиционный лунно-солнечный календарь григорианским календарем в 1872 г., поэтому день после 31 декабря 1872 г., был назван "вторым днём двенадцатого месяца Мэйдзи 5" (яп. 明治5年12月2日 Meiji gonen jūnigatsu futsuka) стал 1 января 1873 г., известном как "первый день первого месяца Мэйдзи 6" (яп. 明治6年1月1日 Meiji rokunen ichigatsu tsuitachi). (В японском языке перевод западных месяцев — это просто ичи-гацу или «один месяц» для января, ни-гацу или «два-месяц» для февраля и т. д.) Это привело календарь Японии в соответствие с календарём крупных западных держав (за исключением России).
Однако по сей день принято использовать имена царствующих (нэнго), особенно в официальных документах; например, Мэйдзи 1 — 1868 г., Тайсё 1 для 1912 г., Сёва 1 для 1926 г., Хэйсэй 1 для 1989 г., Рэйва 1 для 2019 г. и т. д. Месяцы и дни соответствуют григорианскому календарю, однако год является либо номером года «западного календаря» (西暦, сэйрэки) в соответствии с системой н. э. или Anno Domini, либо годом нэнго, императора на троне. С 1873 г. эра и первый год той эры начинается в день года восшествия на престол императора. Второй год этой эры начинался 1 января следующего года, даже если в первом году было только несколько дней. Все последующие годы той эпохи начинались 1 января, пока император не умирал или не отрекался от престола. Например, первый год эпохи Сёва, год правления императора Хирохито, содержал только последние шесть дней 1926 года, а Сёва 64, его последний год, содержал только первые 7 дней 1989 г. Текущий 2023 год по григорианскому календарю соответствует Рэйве 5.

## Исламский календарь
Исламский календарь является лунным, так что в году двенадцать лунных месяцев по 354 или 355 дней, что на 11 дней короче солнечного года. Следовательно, священные дни в исламе происходят по солнечному году по 32-летнему циклу. Ряд стран исламского мира использует григорианский календарь в светской деятельности, сохраняя при этом исламский календарь в религиозных целях. Например, Саудовская Аравия приняла григорианский календарь для оплаты труда сотрудников государственного сектора с 1 октября 2016 г.; работодатели частного сектора уже приняли григорианский календарь для оплаты труда.

## Текущая ситуация
Сегодня подавляющее большинство стран используют григорианский календарь как единственный светский календарь. Четыре страны, которые не приняли григорианский календарь, это Эфиопия (эфиопский календарь), Непал (Викрам-самват и Непал Самбат), Иран и Афганистан (календарь солнечной хиджры).
Некоторые страны используют другие календари наряду с григорианским календарем, включая Индию (Единый национальный календарь Индии), Бангладеш (бенгальский календарь), Пакистан (исламский календарь), Израиль (еврейский календарь) и Мьянму (бирманский календарь), а другие страны используют модифицированную версию григорианского календаря, включая Таиланд (тайский солнечный календарь), Японию (японский календарь), Северную Корею (северокорейский календарь) и Тайвань (календарь Миньго).
Хотя многие религиозные организации отсчитывают литургический год по григорианскому светскому календарю, другие сохранили собственные календари. Альтернативные календари сегодня используются во многих регионах мира для обозначения циклов религиозных и астрологических событий.

## Возможные конфликты дат
Использование разных календарей могло вызвать путаницу у современников. Например, сообщается, что одним из факторов, способствовавших победе Наполеона в битве при Аустерлице, была путаница между русскими, использовавшими юлианский календарь, и австрийцами, использовавшими григорианский календарь, из-за даты, когда их силы должны были объединиться. Однако эта история не подтверждается рассказом современника, генерал-майора австрийской императорской и королевской армии Карла Вильгельма фон Штуттергейма, рассказывающего о совместном наступлении русских и австрийских войск (в котором он сам принимал участие) за пять дней до битвы, и это напрямую опровергается в книге Гётца о битве (2005).